# Mirabella
A Mirabella latin eredetű női név, jelentése: csodálatraméltó.

## Rokon nevek
Annamira, Annamíra, Míra, Mira, Mirabel, Mirella

## Gyakorisága
Az 1990-es években a Mirabella, Mirabel szórványos, a Míra és a Mirella igen ritka név volt, a Mira nevet nem lehetett anyakönyvezni, a 2000-es években a Míra az 59–100., a Mira 2007–2008-ban a 86–88., a Mirella 2008-ban a 96. leggyakoribb női név volt, a Mirabel és a Mirabella nem szerepelt az első százban, illetve a többi sem a megadott éveken kívül.

## Névnapok
Mirabella, Mirabel
- szeptember 27.[2]
- október 22.[2]

Míra, Mira
- május 10.
- szeptember 21.

Mirella
- május 21.
- szeptember 21.

## Híres Mirabellák, Mirabelek, Mírák, Mirák és Mirellák
- Biatovszki Mira sportlövőnő
- Mira Sorvino amerikai színésznő
- Mira Furlan horvát színművész-énekesnő
- Mirella Freni olasz opera-énekesnő, szoprán.

## Egyéb Mirabellák, Mirabelek, Mírák, Mirák és Mirellák
- Mira típusú változócsillag.